# Марсинко, Ричард
Ри́чард «Дик» Марси́нко (англ. Richard "Dick" Marcinko; 21 ноября 1940 — 25 декабря 2021) — американский военный деятель, бывший член Сил специальных операций ВМС США SEAL, писатель. Был первым офицером, командовавшим SEAL Team Six и Red Cell. Покинув ВМС США, он стал писателем, ведущим ток-шоу на радио, военным консультантом и мотиватором.

## Карьера

### Ранние годы
Родился в небольшом шахтерском городке Лэнсфорд, штат Пенсильвания в семье шахтеров. Родители были родом из Словакии и Герцоговины. Среднюю школу не закончил, что помешало ему поступить в корпус морской пехоты. В 18 лет поступил в военно-морской флот и в 1967 был произведен в первый офицерский чин и отправлен во Вьетнам в составе 2-го отряда «морских котиков» (англ. Seal Team Two).

### Вьетнам
18 мая 1967 года Марсинко со своими людьми штурмовал остров Ило-Ило. В результате операции, впоследствии названной «самой успешной операцией SEAL в дельте Меконга», было убито множество солдат Вьет Конга и уничтожено 6 сампанов. За командование операцией Ричард Марсинко был награждён первой из четырех Бронзовых Звезд и Вьетнамским крестом храбрости с серебряной звездой.
Марсинко вернулся во Вьетнам после нескольких месяцев в Штатах, на этот раз в качестве офицера, командующего восьмым взводом SEAL Team 2. Во время Тетского наступления Марсинко приказал своему взводу помочь Силам специального назначения США в Тяудоке. То, что началось, как уличная битва, превратилось в операцию по спасению гражданских лиц, прежде всего медсестер и учителей, для которых госпиталь и церковь стали ловушкой.
После завершения своего второго тура во Вьетнаме и двухлетнего назначения в Штатах, Марсинко был повышен до командира-лейтенанта и впоследствии назначен военно-морским атташе в Камбодже в 1973 году. После 18 месяцев службы у отъезда из Камбоджи по приказу из США, Марсинко стал офицером командования SEAL Team Two.

### SEAL Team Six
Во время кризиса, вызванного захватом американских заложников в Иране в 1979 году, Марсинко был одним из двух представителей ВМС в Объединённом комитете начальников штабов спецназа, известного под названием ТАТ (Terrorist Action Team). Целью ТАТ была разработка плана по освобождению американских заложников, удерживаемых в Иране, который был претворён в действие во время Операции «Орлиный коготь». В провале операции в пустыне ВМС США увидели необходимость создания команды, специализирующейся на анти-террористической деятельности, и Марсинко получил задание по её планированию и разработке.
Марсинко был первым командующим офицером этой новой единицы, которую он назвал команда SEAL Team Six (в это время ВМС США имели только две команды SEAL. Предположительно Марсинко назвал единицу «Team Six», с целью запутывания Советского Союза, заставив его руководителей полагать, что якобы есть ещё три команды, о которых они не знают). Люди были подобраны самим Марсинко со всего сообщества Сил специальных операций ВМС США (в частности, для тренировок привлекался мастер боевых искусств Майкл Эчанис). SEAL Team Six была названа первой контртеррористической единицей ВМС США, сравниваемой со спецподразделением Дельта Армии США (фактически, Дельта и ST6 являлись практически аналогичными подразделениями в разных видах вооруженных сил — Дельта в Армии, ST6 — в ВМС США. Марсинко командовал SEAL Team Six в течение трёх лет с 1980—1983 вместо того, чтобы командовать типичные 2 года в ВМС.

### Красная Ячейка
Оставив пост командующего команды SEAL 6, Марсинко получил задание от вице-адмирала Джеймса «Ace» Лайонса (англ. James Lyons), заместителя начальника морских операций, разработать единицу, которая бы протестировала уязвимость ВМС к терроризму. Единица была командой координации охраны Военно-Морских Сил OP-06D, неофициально именуемой Красная Ячейка. В 1984 году, Марсинко подобрал 12 человек из команды SEAL 6 и одного из разведывательного подразделения морской пехоты.
Эта команда испытывала охрану военно-морских баз, атомных подводных лодок, кораблей, гражданских аэропортов и американского посольства. Под предводительством Марсинко, команда была способна проникнуть в казалось бы непробиваемые, хорошо-охраняемые базы, атомные подводные лодки, корабли и другие предположительно «охраняемые зоны» (включая самолёт президента США Air Force One) и исчезнуть без следа. Эти демонстрации показали уязвимость военных в результате замены морских пехотинцев и охранной полиции воздушных сил на наёмных охранных агентов, часто бывшие ушедшим в отставку военным персоналом.
Марсинко заявил, что среди прочего, Красная Ячейка успешно захватила ядерные установки из средств ВМС США и доказала осуществимость планов по:
- атаке на атомные подводные лодки
- уничтожению подлодок и использованию их в качестве грязных бомб, и
- захвату кодов запуска ядерных ракет на борту подлодок путём мягких пыток персонала, с целью овладевания кодами запуска.

Бывшие члены Красной Ячейки, особенно Steve Hartmann и Dennis Chalker, утверждали, что эти упражнения были прикрытием тайных операций против реальных террористов по всему миру.

### Гражданская жизнь
Марсинко опубликовал документальный фильм об операциях, проводившихся под его командованием Красной Ячейкой, выпущенный на VHS и DVD. Делая это он смутил нескольких старших офицеров, которых он обвиняет в участии в его последующем суждении за хищение средств и ресурсов под его командованием.
Его опыт привёл его к написанию своей автобиографии, бестселлера Rogue Warrior, и последующих художественных сиквелов, большинство из которых написаны в соавторстве с писателем-призраком Джоном Вайзманом (англ. John Weisman).
На сегодняшний он CEO международного отдела Красной Ячейки и бывший SOS Temps, Inc., частной консультационной фирмы базирующейся в Вашингтоне. Он ведёт политически консервативное радио ток-шоу America on Watch with Dick Marcinko, которая транслировалась в прямом эфире. Он представитель морской тренировочной академии Зодиак лодочной компании Зодиак, и служил в качестве консультанта в сериале 24 компании FOX.

## Тюрьма
Марсинко отбывал срок в федеральной тюрьме по обвинению в обмане правительства по вопросу о цене приобретения ручных гранат у подрядчика. Марсинко утверждает, что он был жертвой «охоты на ведьм» за его работу с Красной Ячейкой и то, что совершённый обман выявил слабость военной охраны. Марсинко описал свой арест и заключение в последних главах автобиографии.
Умер 25 декабря 2021 года .

## Награды
- Special Warfare insignia[уточнить]
- Naval Parachutist insignia[уточнить]
- Серебряная звезда
- Орден «Легион Почёта»
- Бронзовая звезда со Знаком Доблести и тремя Бронзовыми Служебными Звёздами
- Медаль «За похвальную службу»
- Navy Commendation Medal[уточнить] со Знаком Доблести и Золотой Наградной Звездой
- Combat Action Ribbon[уточнить] с тремя Золотыми Наградными Звёздами
- Presidential Unit Citation[уточнить]
- Good Conduct Medal[уточнить] с Бронзовой Служебной Звездой
- National Defense Service Medal[уточнить]
- Armed Forces Expeditionary Medal[уточнить]
- Медаль «За службу во Вьетнаме» с четырьмя звёздами компании[уточнить][источник не указан 5509 дней]
- Крест «За храбрость» с Серебряной Звездой
- Медаль вьетнамской кампании

### Не художественные книги
- Rogue Warrior[англ.] (1992) (with John Weisman) ISBN 0-671-70390-0
- Leadership Secrets of the Rogue Warrior: A Commando's Guide to Success[англ.] (1997) (with John Weisman) ISBN 0-671-54514-0
- The Rogue Warriors Strategy for Success (1998) ISBN 0-671-00994-X
- The Real Team (1999) (with John Weisman) ISBN 0-671-02465-5

### Художественные
- Red Cell (1994) (with John Weisman) ISBN 0-671-01977-5
- Green Team (1995) (with John Weisman) ISBN 0-671-79959-2
- Task Force Blue (1996) (with John Weisman) ISBN 0-671-89672-5
- Designation Gold (1997) (with John Weisman) ISBN 0-671-89674-1
- Seal Force Alpha (1998) (with John Weisman) ISBN 0-671-00072-1 (перевод — Марсинко Р., Вейсман Д. Группа "Альфа" / Пер. с англ. В. Тагашова. — М.: Гудьял-Пресс, 1998. — 379 с. (Топ-Триллер). ISBN 5-8026-0015-2)
- Option Delta (1999) (with John Weisman) ISBN 0-671-00068-3
- Echo Platoon (2000) (with John Weisman) ISBN 0-671-00074-8
- Detachment Bravo (2001) (with John Weisman) ISBN 0-671-00071-3
- Violence of Action (2003) ISBN 0-7434-2276-7
- Vengeance (2005) (with Jim DeFelice[англ.]) ISBN 0-7434-2247-3
- Holy Terror (2006) (with Jim DeFelice[англ.]) ISBN 978-0743422482
- Dictator’s Ransom (2008) (with Jim DeFelice[англ.])
- Seize the Day (2009) (with Jim DeFelice[англ.])

### Статьи
- 'Ethics in the war against terrorism' for World Defense Review[англ.]
- 'Боец-одиночка' - журнал Soldier of fortune ː Солдат удачи №11/1994
- 'Совершенно секретное подразделение ВМС США' - журнал Soldier of fortune ː Солдат удачи №8-9-10/1995

## Фильмография

### Консультирование
- G.I. Jane
- The Rock
- 24 (Season 5)

### Участие
- Red Cell (VHS & Special Edition DVD)
- Advanced Hostage Rescue (VHS & DVD)
- Navy SEAL: Tides of SPECWAR (DVD)

## Видеоигры
Марсинко кооперировался с Bethesda Softworks с целью издания видеоигры Rogue Warrior для консолей и ПК. Марсинко сам является протагонистом, озвученным Микки Рурком, который застрял в тылу Северной Кореи, выполняя тайную миссию по оценке угрозы, исходящей от ядерного арсенала Северной Кореи. Игра получила крайне ужасные отзывы от критиков, указывающих на плохой ИИ, чрезмерное использование ненормативной лексики, многочисленные баги и поверхностный геймплей, который имел только 2-3 часа одиночной игры и мультиплеер, включающий только deathmatch и team deathmatch.